# أوردي (اسم)
أَوَرْدِيّ هو اسم علم مذكر من أصل عربي، ومعناه هو نسبة إلى الوَرْد.